# Ectoneura minima
Ectoneura minima är en kackerlacksart som först beskrevs av Johann Gottlieb Otto Tepper 1895.  Ectoneura minima ingår i släktet Ectoneura och familjen småkackerlackor. Inga underarter finns listade i Catalogue of Life.